# شیگرو بان
شیگرو بان (به ژاپنی: 坂茂) (به لاتین: Shigeru Ban؛ زادهٔ ۵ اوت ۱۹۵۷) معمار برجستهٔ ژاپنی است.
او را بیشتر برای آثارش در معماری با مواد سبک و کم‌ارزش می‌شناسند. شیگرو بان برای کارهای خلاقانه‌اش با کاغذ، به‌ویژه لوله‌های مقواییِ بازیافت‌شده معروف شد که از آنها برای ساختن سریع و مناسبِ خانه برای قربانیان حوادث و بیماری‌ها استفاده کرد. او توسط مجلهٔ تایم، در بخش مخترعان قرن ۲۱ در زمینهٔ معماری و طراحی به جهانیان معرفی شد.